# Звијезда (планина)
Звијезда је планина у западној Србији и источној Босни и Херцеговини (Република Српска) са највишим врхом Велики Столац (1 675 метара). Она се некада назива „Високом Таром”. Налази се са десне стране кањонске долине Дрине (у њеној окуци) и чини у ствари северозападни наставак планине Таре. Под шумом је и пашњацима. Становништво се претежно бави сточарством. На планини Звијезда налази се највећи вертикални кањон Србије тзв. Кањон Звијезде, откривен 12. јуна 2010. године.
Звијездом се називају и врх висок 1 398 m, преко реке Дрине у Републици Српској, на терену где је највишужи врх Зловрх (1 525 m), као и сами рог кањонског терена, који се као најистуренији уноси у Дрину, са њене десне обале и припада терену Високе Таре у Србији. Речна кривуља у рејону просека Дрине звездастог је облика, а гледано одоздо, из реке, терен на коме је највиши врх Велики Столац, односно планина Звијезда, изгледају високо и недостижно, међу звездама.

## Галерија
- Поглед на Звијезду са видиковца Бањска стена